# Covington (Geórgia)
Covington é uma cidade localizada no estado americano de Geórgia, no Condado de Newton.

## Demografia
Segundo o censo americano de 2000, a sua população era de 11.547 habitantes.
Em 2006, foi estimada uma população de 14.272, um aumento de 2725 (23.6%).

## Geografia
De acordo com o United States Census Bureau tem uma área de
35,9 km², dos quais 35,6 km² cobertos por terra e 0,3 km² cobertos por água. Covington localiza-se a aproximadamente 208 m acima do nível do mar.

## Localidades na vizinhança
O diagrama seguinte representa as localidades num raio de 16 km ao redor de Covington.